# Gerard Reve

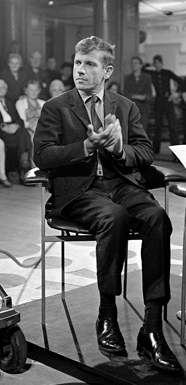
Gerard Reve v roce 1969

Gerard Reve (14. prosince 1923, Amsterdam, Nizozemsko – 8. dubna 2006, Zulte, Belgie) byl nizozemský spisovatel. Spolu s Willemem Frederikem Hermansem a Harrym Mulischem bývá označován za „velkou trojku“ nizozemské poválečné literatury.
Patřil mezi první otevřené gaye v nizozemské společnosti. Homosexuální motivy se objevují i v jeho literatuře, ale pro svůj ironický a humorný podtext se tyto náměty staly přijatelné i pro většinového čtenáře. Dalším Reveho velkým tématem bylo náboženství. Reve pocházel z ateistické rodiny, ale později konvertoval ke katolicismu. Byl kontroverzní osobností a některé jeho knihy vyvolávaly pobouření.
Gerard Reve psal především novely, povídky a jiné kratší prózy. V češtině žádná z jeho knih nevyšla, ve slovenštině vyšly De avonden (Večery).

## Bibliografie

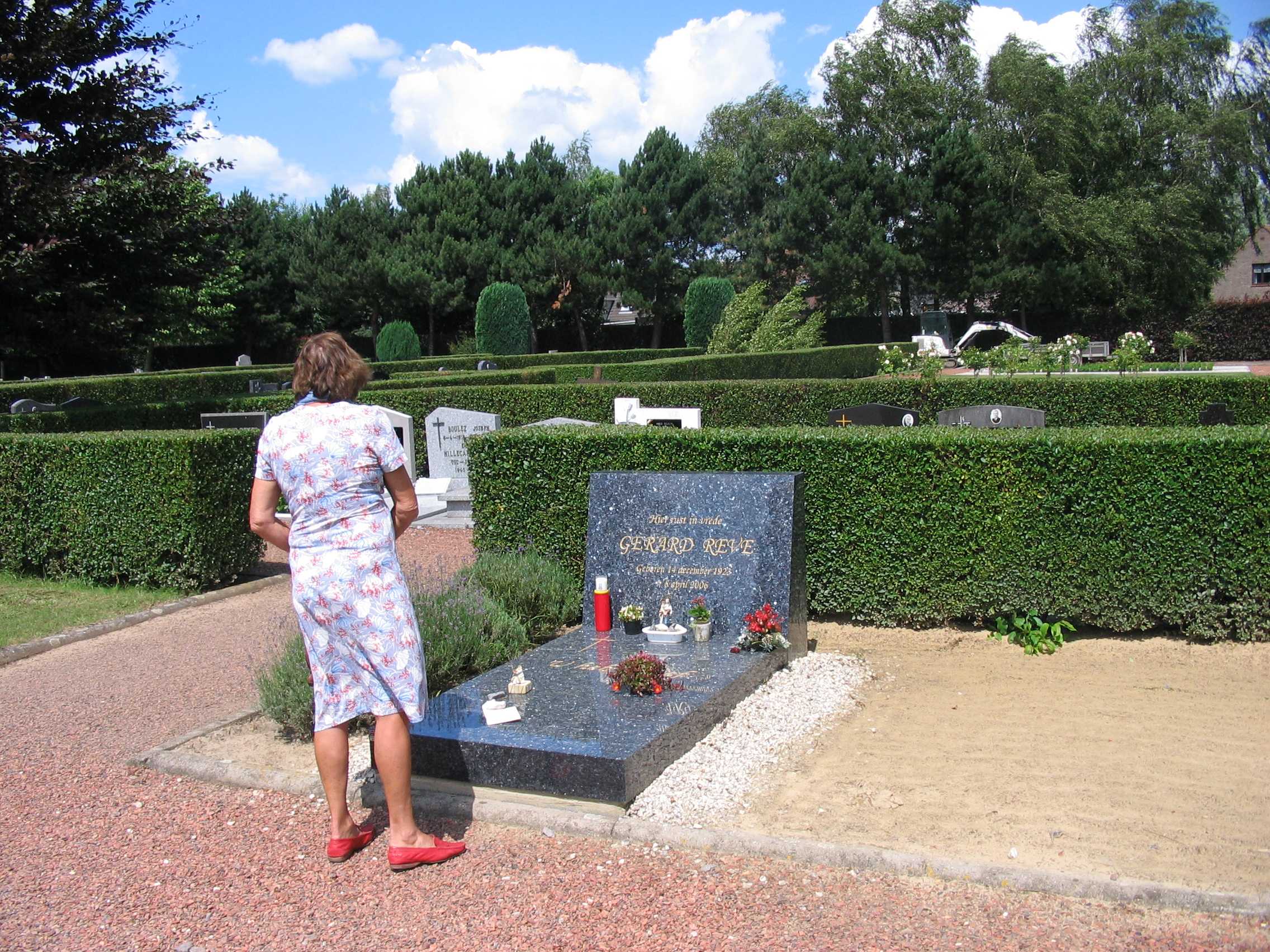
Reveho hrob